# Skálabotnur
Skálabotnur este un oraș din Insulele Faroe.